# Désert
Cet article possède des paronymes, voir Dessert et Dézert.
Pour les articles homonymes, voir Désert (homonymie).

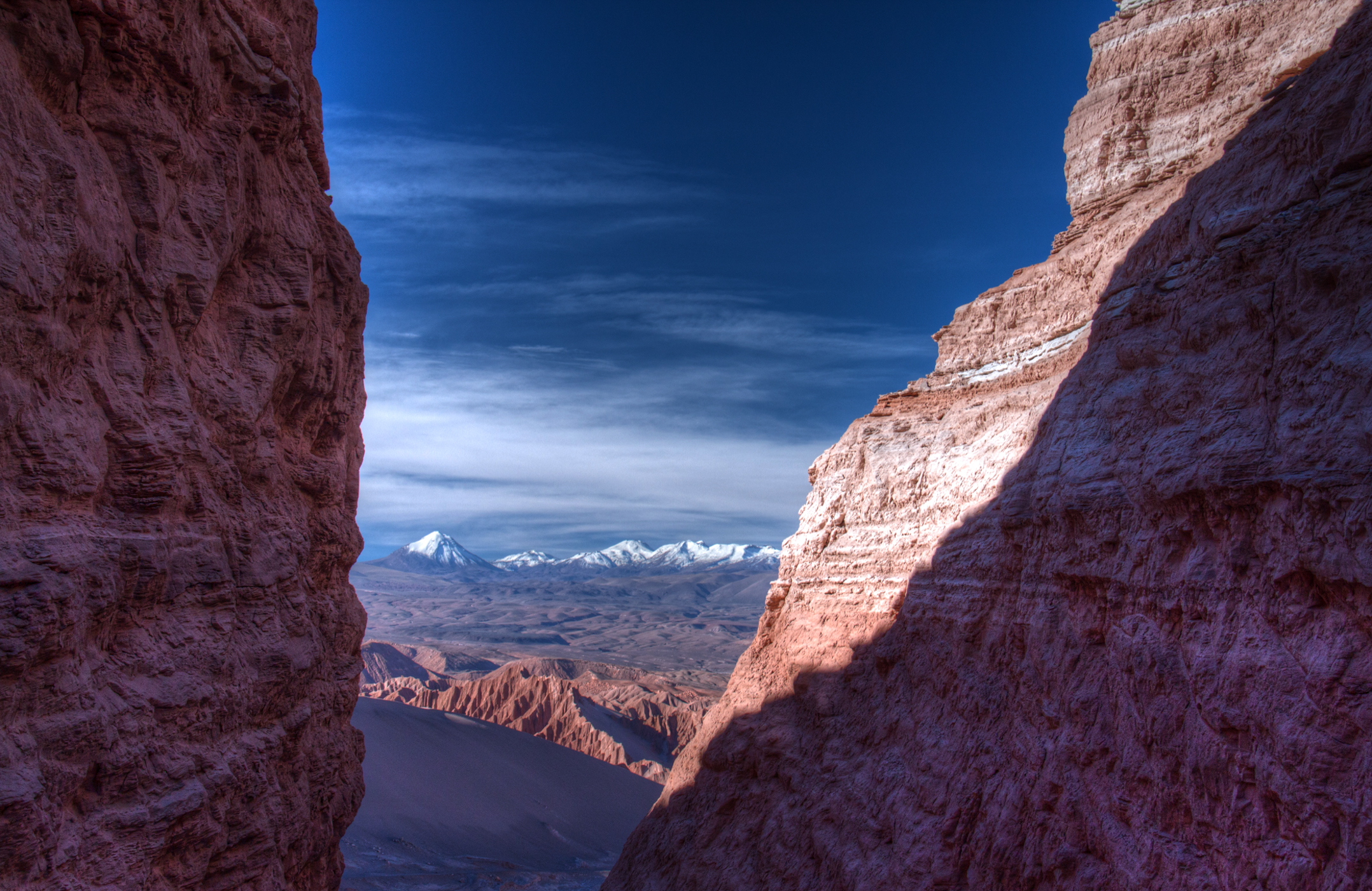
Valle de la Luna (« vallée de la Lune ») au Chili, près de San Pedro de Atacama, dans le désert d'Atacama, un des déserts les plus arides sur Terre,,,,.

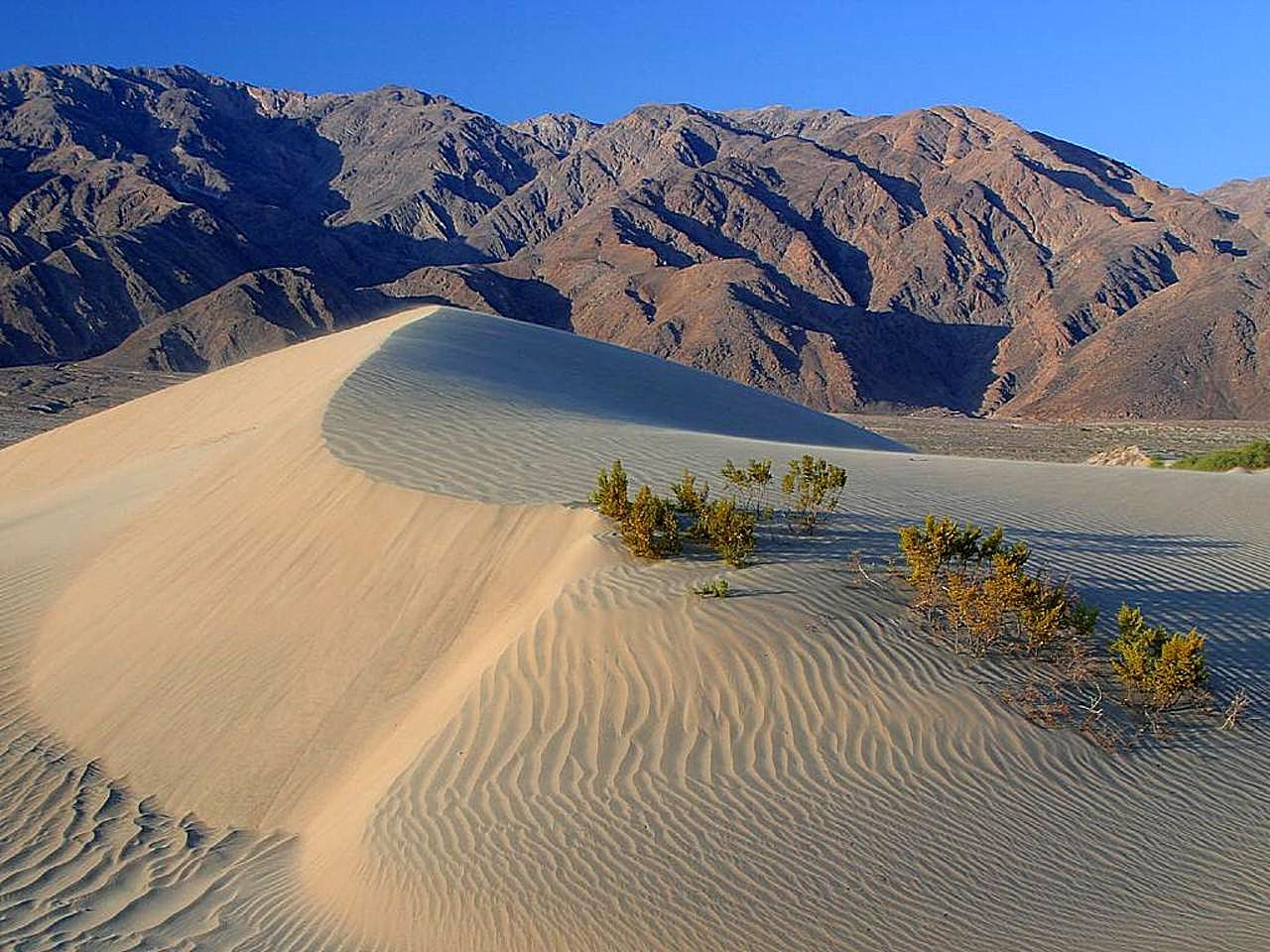
Dune (erg) de la Vallée de la Mort située dans le désert des Mojaves aux États-Unis, l'endroit où l'on a relevé la température sous abri la plus élevée sur Terre selon les normes de l'OMM avec un record à ,.

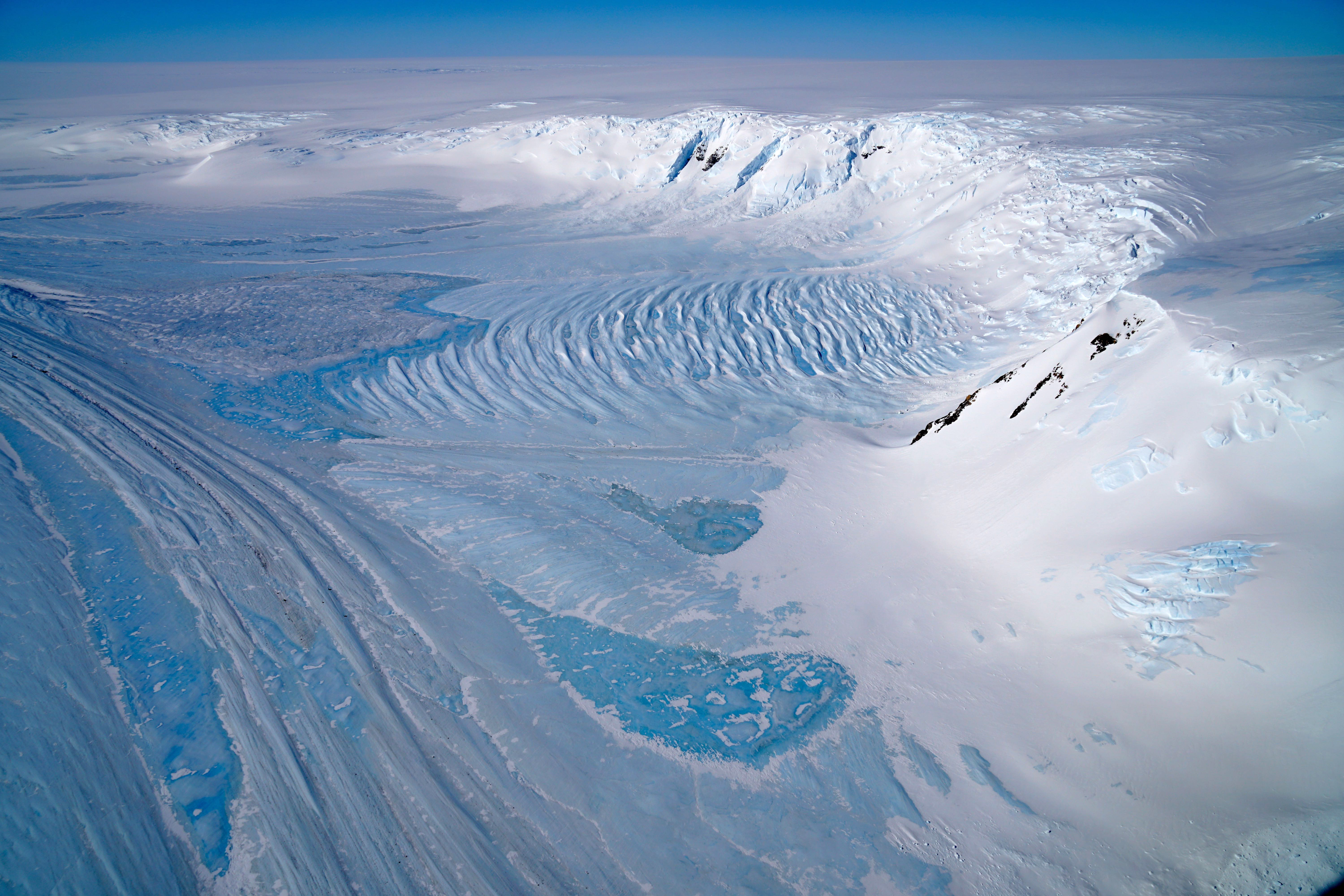
Un glacier dans la chaîne Transantarctique, exemple de « désert froid ».

Un désert est une zone de terre où les précipitations sont rares et peu abondantes, et où, par conséquent, les conditions de vie sont hostiles pour les plantes et pour les animaux. Les déserts font partie des environnements extrêmes. Le manque de végétation expose la surface, non protégée, au processus de dénudation. C'est le cas également des semi-déserts pour lesquelles les précipitations sont plus élevées mais insuffisantes au maintien d'un véritable couvert végétal. Les zones semi-arides et arides couvrent environ un tiers de la surface de la Terre. Cela inclut une grande partie des régions polaires où de faibles précipitations surviennent, souvent appelées « déserts froids ». Les déserts de la planète peuvent être classés en fonction de la quantité de précipitation qu'ils reçoivent, des températures qui dominent tout au long de l'année, des causes de désertification ou de leur situation géographique.

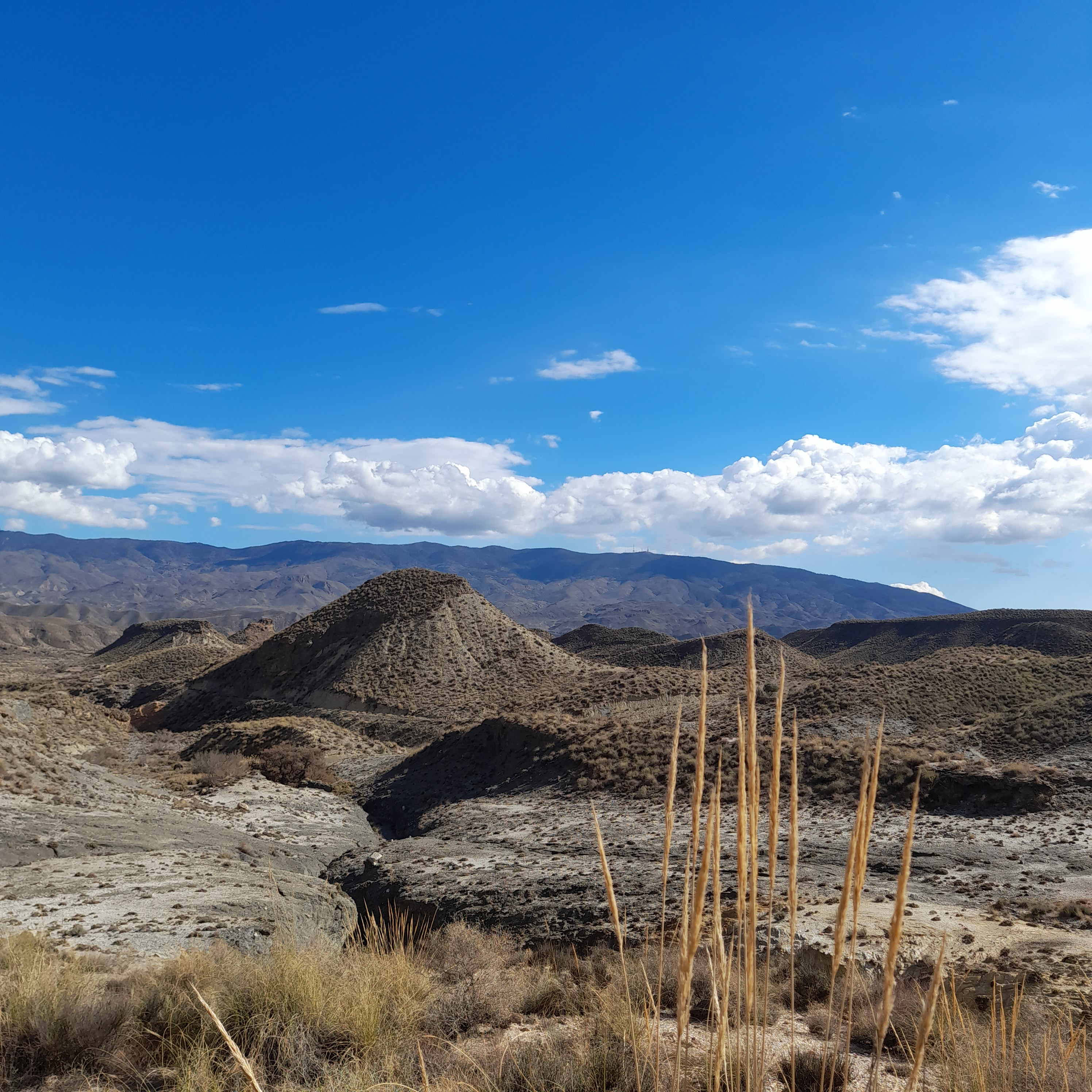
Le désert de Tabernas dans le sud de l'Espagne, unique véritable désert d'Europe occidentale selon la classification de Köppen et dont l'expansion est emblématique du changement climatique et du phénomène de désertification.

Les déserts chauds sont formés par des processus météorologiques, puisque de larges variations de températures entre le jour et la nuit font travailler de façon rude les roches et les pierres, qui finissent souvent par éclater en petits cailloux ou en petites particules. Bien que la pluie se produise très rarement dans les déserts, il peut y avoir des averses occasionnelles qui peuvent résulter en inondations soudaines, « flash-floods » en anglais. La pluie tombant sur des pierres excessivement chauffées en journée peut les faire briser en petits fragments et en gravats qui jonchent le sol désertique qui sera ensuite érodé par le vent. Le vent emporte les fines particules de sable et de poussière et les maintient en suspension dans l'atmosphère, ce qui peut éventuellement causer des tempêtes de sable lorsque le vent souffle plus fort. L'ardeur extrême de l'atmosphère des déserts chauds favorise aussi grandement le transport de ces particules fines. Les grains de sable emportés par le vent frappant d'autres objets solides sur leur trajet peuvent abraser la surface du désert. Les roches sont lissées vers le bas, et le vent répartit le sable en dépôts uniformes. Les grains de sable finissent comme des feuilles de sable ou sont empilés en hauteur en dunes flottantes. D'autres déserts sont plats, des plaines caillouteuses où tous les petits fragments de cailloux ont été emportés par le vent et la surface du désert consiste à présent en une mosaïque de pierres très lisses. Il existe une très grande variété de paysages désertiques contrairement à ce qu'on l'on pourrait penser. Et en réalité, une grande partie des magnifiques paysages des déserts résultent principalement de l'érosion et de l'action du vent, qui balaye constamment les déserts en modifiant et en modelant les paysages de façon très organisée.
Brûlant, absolument sec, couvert de sable à perte de vue, dépourvu de végétation, inhospitalier et hostile à la moindre forme de vie, exposé en permanence à un soleil de plomb et accablant, d'une luminosité aveuglante et éblouissante, et balayé par des vents desséchants et violents, voilà comment on se représente le désert bien que cette idée que l'on se fait du désert est incomplète et partiellement erronée. La meilleure illustration de cette représentation est le Sahara, le plus grand désert chaud du monde recouvrant presque tout le nord de l'Afrique ainsi que les autres déserts de l'Afrique et de la péninsule Arabique principalement. Le seul point commun à tous les déserts de la planète est leur extrême sécheresse, plus précisément leur aridité traduite par la faiblesse et la rareté des précipitations. Un désert ou une zone aride reçoit en général moins de 250 mm de précipitations par an bien que des exceptions existent. Les semi-déserts ou les zones semi-arides reçoivent entre 250 mm et 500 mm de précipitations par an et sont connus sous le nom de steppes. Il existe des déserts chauds, des déserts froids et des déserts tempérés. La chaleur n'est donc pas un critère déterminant pour qualifier une région du globe de « désert ». Pour exemple, les régions polaires de l'Arctique et de l'Antarctique sont considérées comme des déserts froids et glacés car ces zones reçoivent très peu de précipitations par an et sont recouvertes de glace tout au long de l'année. L'autre analogie que l'on peut attribuer aux déserts de façon plus large que la chaleur est que la grande majorité des déserts qui couvrent la planète sont associés à des températures extrêmes, qu'elles soient extrêmement élevées ou au contraire, extrêmement basses. Certains déserts tempérés font exception à la règle et aux températures extrêmes. En réalité, les déserts chauds et les déserts froids sont exactement et respectivement les endroits les plus chauds et les endroits les plus froids sur Terre et ce sont ces régions qui enregistrent des records absolus de chaleur ou de froid.

## Définition
Au-delà de son sens primitif d'endroit vaste et avec très peu d'habitants, le mot désert désigne également actuellement quelques réalités proches.
Le mot désert désignait en ancien français non pas des étendues vides de végétation, mais toute vaste zone inhabitée et non cultivée par l’Homme, en particulier les forêts profondes qui abritaient par exemple des moines ermites qui « allaient au désert » pour y vivre en méditation. À titre d’exemple l’ancien Hainaut franco-belge (pagus Fanomartensis) était probablement encore au XIe siècle presque couvert par la vaste forêt Charbonnière, elle-même relique de l’immense forêt d’Ardenne citée par César. Ce ne fut qu’au VIIe siècle, après les premiers grands défrichements, que Soignies, le Rœulx, Saint-Ghislain, et d’autres villes, s’y formèrent, « au milieu de forêts épaisses et dans de véritables déserts ». On parle aussi du Désert de la Chartreuse à propos de la zone de silence, en montagne, située autour du monastère de la Grande-Chartreuse en Dauphiné (France).
En démographie, un désert est une région peu densément peuplée. Sa définition varie : au niveau mondial, on estime qu’en dessous de 5 hab./km2, une région est désertique. En France, les cantons peuplés de moins de 20 hab./km2 sont considérés comme déserts[réf. nécessaire]. L'expression a été popularisée par la célèbre étude du géographe Jean-François Gravier publiée en 1947, Paris et le désert français.
Par analogie, on parle aussi de « déserts océaniques ». Les océans comptent en effet des déserts biologiques bien plus vastes que les déserts terrestres. Repérables par des satellites comme SeaStar, ils se situent dans les régions subtropicales de l’océan Pacifique et Atlantique et au sud de l’océan Indien au niveau des gyres. Des océanographes ont constaté qu’entre 1997 et 2006 leur surface globale a augmenté de 6,6 millions de km2, soit 15 % environ, probablement en raison du changement climatique.

## Caractéristiques

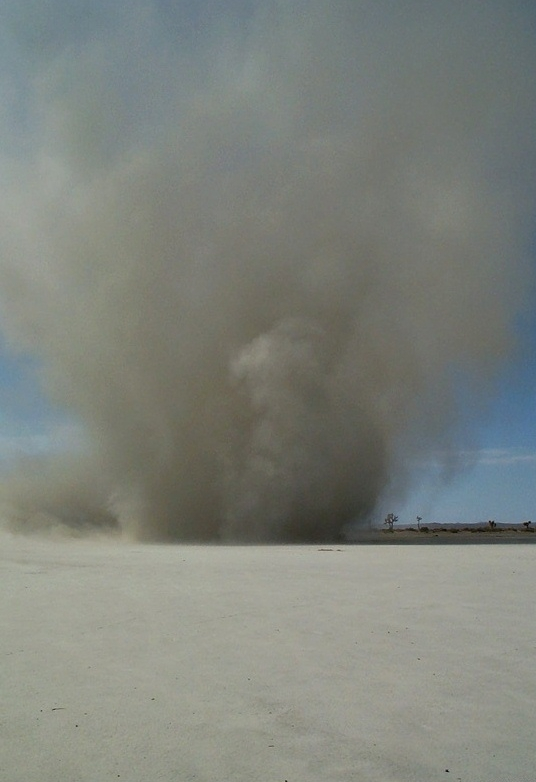
Tourbillon de sable dans le désert des Mojaves, Californie.

L’aridité est le manque d’eau permanent qui affecte une région. Elle dépend plus de la pluviosité que de la température : il existe des espaces arides et froids (polaires par exemple). On mesure le degré d’aridité d’une région en fonction de l’indice d'aridité qui mesure la différence entre l’évapotranspiration potentielle (EVP) et la pluviosité.
De façon générale, les milieux désertiques sont caractérisés par :
- des précipitations rares et très irrégulières : il arrive souvent qu’il ne pleuve pas pendant des années ;
- les rosées matinales y constituent souvent la seule ressource en eau en surface pour les espèces vivantes présentes ;
- une évaporation plus importante que les précipitations ;
- une forte amplitude thermique entre les températures diurnes et nocturnes ;
- un vent constant et souvent fort (y compris la nuit) ;
- un sol pauvre et mince ;
- une végétation rare, basse et atrophiée dite xérophyte composée notamment de plantes succulentes ou grasses ;
- une petite faune peu dense, on y retrouve des insectes, des petits reptiles, des arachnides, des rongeurs et quelques oiseaux nocturnes ;
- de faibles densités humaines.

### Classement communément admis

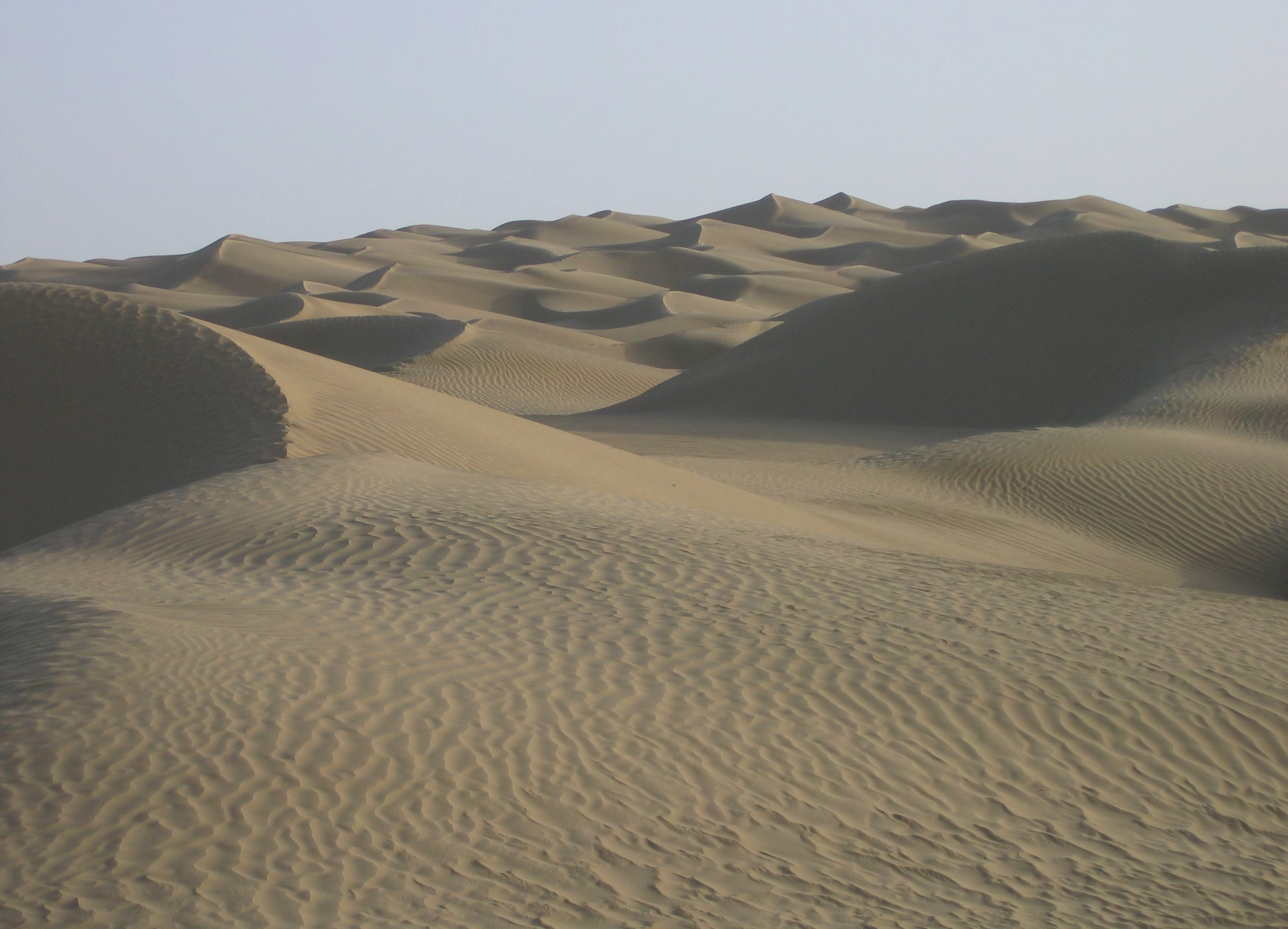
Désert du Taklamakan en Chine.

La typologie de Monique Mainguet propose :
- déserts polaires froids : ces zones (arctique et antarctique) reçoivent en effet très peu de précipitations, à cause de l'omniprésence de cellules anticycloniques stables, alimentées en air glacial et très sec. La glace empêche le développement de la végétation dans le domaine subpolaire désertique. La toundra apparaît dans le domaine subpolaire semi-aride[12] ;
- déserts tropicaux et subtropicaux sans hivers notables : Sahara, péninsule Arabique, désert australien, Sindh… Ils subissent une sécheresse accentuée de l'atmosphère surtout dans les régions les plus continentales et les plus chaudes, humidité relative moyenne de 15 à 35 % ; des températures moyennes annuelles élevées ou très élevées, supérieures à 20 °C et dépassant parfois 30 °C ; des étés torrides plus ou moins allongés dans la durée, souvent plus de 40 °C à l'ombre pendant plusieurs mois consécutifs (jusqu'à 78 °C en plein soleil à Tamanrasset, Algérie) ; une évaporation potentielle considérable, généralement plus de 3 000 mm/an, jusqu'à 6 000 mm/an dans le Sahara ;
- déserts d'abri de basse latitude aux hivers tempérés : ces déserts se trouvent à l’abri d’une barrière montagneuse qui bloque les dépressions venues de l’océan (Grand Bassin, désert des Mojaves, désert de Sonora aux États-Unis). Leurs caractéristiques climatiques sont sensiblement les mêmes que celles des déserts tropicaux ou subtropicaux (forte chaleur, grand ensoleillement, etc.). L’effet de foehn réchauffe et assèche l’air lorsqu’il redescend derrière la chaîne de montagnes ;
- déserts continentaux à fortes amplitudes thermiques et à hivers froids : ces déserts se situent généralement sous des latitudes tempérées, à l’abri d’une barrière montagneuse qui bloque les dépressions venues de l’océan. Ils sont essentiellement situés en Asie centrale (désert de Gobi, désert du Taklamakan, désert du Karakoum…) Si les hivers sont froids ou très froids, les étés sont souvent très chauds, parfois aussi chauds que ceux des déserts de basse latitude. Ils font partie des régions qui connaissent les plus grandes amplitudes thermiques annuelles au monde ;
- déserts chauds côtiers : déserts chilo-péruviens (dont le désert d'Atacama), désert du Namib, désert de Basse-Californie, sud-ouest marocain. Souvent brumeux, ces déserts sont créés par des anticyclones, des courants froids (courant froid de Benguela pour le Namib) et des remontées d'eau des profondeurs (« upwellings »). Ils peuvent être hyper-arides (déserts du Pérou et du Chili).

On distingue également plusieurs milieux arides ou semi-arides : saharien, aralien, péruvien, sahélien et méditerranéen semi-aride.
Jean Demangeot fait remarquer que ce classement doit tenir compte de la complexité des facteurs. Il distingue les déserts polygéniques (Asie centrale, Borkou, Sonora…) pour lesquels les causes d’aridité sont multiples et les déserts d’altitude (bassin du Tarim très aride, mais les montagnes qui l’entourent sont relativement arrosées).

### Classement en fonction de l’aridité
D’une manière plus simple, on considère les déserts selon leur aridité :
- les régions hyper-arides, qui correspondent aux déserts absolus, aux vrais déserts, ces zones reçoivent moins de 50 mm de précipitations par an : une grande partie du Sahara ainsi que ses grandes subdivisions telles que le désert Libyque, le Ténéré ou encore le Tanezrouft, le désert d'Atacama, le désert du Namib et d'autres encore ;
- les régions arides, qui correspondent aux déserts, ces zones reçoivent entre 50 mm et 250 mm de précipitations par an : cela inclut quasiment tous les déserts à quelques exceptions près ;
- les régions semi-arides, qui correspondent aux semi-déserts, et plus précisément aux steppes, ces zones reçoivent entre 250 mm et 500 mm de précipitations par an : Sahel, grande partie du centre et de l'ouest de l'Australie.

En général, il est admis qu’un milieu est non aride lorsque l’indice xérothermique est inférieur à 100, semi-aride entre 100 et 290, aride entre 290 et 350, et hyper-aride entre 350 et 365.

### Le critère de l’évapotranspiration
L'Organisation des Nations unies pour l'alimentation et l'agriculture retient un autre critère de typologie : l’évapotranspiration potentielle, associée à une formation végétale :
- zones hyper-arides : quelques éphémères, buissons xérophytes dans les oueds ;
- zones arides : plantes vivaces et annuelles ; pas d’agriculture pluviale ;
- zones semi-arides : couvert végétal ouvert (steppe, buissons), plantes vivaces, agriculture pluviale possible et élevage extensif.

## Causes météorologiques et climatiques
Selon leur processus de formation et les causes de désertification, on distingue les déserts zonaux, les déserts d'abri, les déserts continentaux et les désert côtiers.
Les déserts froids se forment aux latitudes les plus élevées, bien plus élevées que les déserts chauds. L'aridité des déserts froids résulte de la sécheresse de l'air. En effet, l'air extrêmement froid est trop dense et de volume trop faible, il ne peut pas contenir une quantité de vapeur d'eau suffisante pour donner des précipitations. Certains déserts froids sont très éloignés des sources d'eau telles que les océans et sont formés à l'intérieur des terres (continentalité). Ce sont ces déserts, dotés d'une remarquable continentalité, qui ont les variations de températures diurnes et annuelles les plus extrêmes parmi tous les déserts de la planète. D'autres déserts froids sont séparés des sources d'eau par des chaînes de montagnes ou des reliefs importants, ce qui crée un phénomène d'« ombre pluviométrique »: une restriction très importante de l'humidité dans le versant sous le vent, d'où la formation de déserts. Dans tous les cas, il n'y a strictement pas assez d'humidité dans l'air froid pour que celle-ci soit condensée pour donner lieu à des précipitations. Les plus grands de ces déserts froids sont les déserts situés au cœur de l'Asie Centrale et éloignés de tout point d'eau. Les autres déserts froids se forment sur le côté est des Montagnes Rocheuses, sur le côté est de la Cordillère des Andes ou encore dans l'Australie du Sud. L'air est très froid et transporte très peu d'humidité, ainsi de très faibles précipitations se produisent, et le peu d'eau qui tombe généralement sous la forme de neige, est emportée par les vents violents et constants, ce qui peut mener à la formation du blizzard, de congères ou même de dunes de glace et de neige comparables à celles qui sont formées dans les déserts chauds par le sable et la poussière. Il est à préciser également que les vrais déserts froids, de très hautes latitudes sont également formés par la ceinture polaire d'anticyclones thermiques permanents ou semi-permanents. Ces anticyclones sont caractérisés par une vaste zone de haute pression, où l'air suit un mouvement de descendance, de subsidence. En descendant, ils se réchauffe très faiblement et s'assèche, d'où l'inhibition pluviométrique et le ciel dégagé. Ces anticyclones thermiques polaires ne persistent pas en altitude et ont une maigre épaisseur étant donné que l'air froid, dense et lourd tend à se compresser vers le sol et que l'air chaud, dilaté et léger tend plutôt à se détendre vers l'espace. En Antarctique, par exemple, les précipitations annuelles sont autour de 150 mm, voire 50 mm dans le plateau central le plus continental mais les péninsules reçoivent jusqu'à dix fois la quantité de précipitations qui tombent dans la partie la plus aride de l'Antarctique.

Répartition des déserts tropicaux et subtropicaux.

Les déserts chauds sont pour la plupart des déserts subtropicaux ou tropicaux qui sont des déserts zonaux. On retrouve ces déserts dans les latitudes subtropicales, plus communément appelées les latitudes des chevaux, entre 30° et 35° Nord et Sud. Ces latitudes sont associées aux cellules de Hadley et avec une ceinture permanente ou semi-permanente d'anticyclones dynamiques subtropicaux (zones de haute pression), dynamiques car leur formation provient directement de la circulation atmosphérique elle-même. Ces anticyclones sont caractérisés par une immense zone d'air descendant (subsidence à grande échelle) qui se réchauffe et qui s'assèche au fur et à mesure que l'air est compressé contre le sol. Cette ceinture de haute pression que l'on retrouve dans les latitudes des chevaux, est appelée la crête subtropicale. L'air descendant est très sec car il a déjà perdu une grande partie de son humidité au-dessus des régions équatoriales sous la forme de nuages élevés et de pluies soutenues. Le Sahara est un désert chaud de ce type. Ces déserts sont également caractérisés par une grande continentalité, bien que les latitudes subtropicales et tropicales soient responsables d'un affaiblissement de la continentalité, d'où un climat thermique moins extrême que les déserts froids continentaux. Les anticyclones dynamiques responsables de la sécheresse permanente et de l'aridité des déserts chauds garantissent un ciel dégagé toute l'année ainsi qu'une remarquable inhibition pluviométrique. Les déserts chauds sont d'ailleurs des endroits très ensoleillés, d'où les records de chaleur absolus supérieurs à 50 °C dans la grande partie. Les vents dominants des déserts chauds sont les alizés, des vents modérés qui soufflent constamment du nord-est dans l'Hémisphère Nord et du sud-est dans l'Hémisphère Sud depuis la crête subtropicale (zones de haute pression subtropicales) vers la zone de convergence intertropicale (zones de basse pression équatoriales). Les déserts chauds sont tellement surchauffés en été que ce très fort échauffement des basses couches de l'atmosphère peut résulter de petites dépressions thermiques de surface, et il s'ensuit que les hautes pressions subtropicales peuvent être reportées en altitude. Si les basses pressions thermiques sont suffisamment vigoureuses pour affaiblir les hautes pressions, il peut y avoir de fortes pluies dans ces déserts chauds sous la forme d'orages violents mais cela n'arrive quasiment pas car les hautes pressions dynamiques sont généralement stables et puissantes et se laissent rarement déborder par des petites dépressions. L'aridité des déserts chauds peut encore être accentuée par la continentalité, par l'ombre pluviométrique d'une chaîne de montagnes ou par les courants océaniques froids venant directement depuis les régions polaires et qui longent les côtes des continents en refroidissent de façon conséquente l'air du désert par les basses couches, ce qui cause une stabilisation encore plus grande de la masse d'air et ce qui empêche donc l'air de s'élever, de grimper, de se refroidir et de se condenser en nuages et en précipitations. Par exemple, le courant de Humboldt est responsable de l'aridité extrême du désert d'Atacama au Chili et au Pérou ; le courant de Benguela est responsable de l'aridité exceptionnelle du désert du Namib en Namibie et en Afrique du Sud ; le courant des Canaries est responsable de la grande aridité de la partie occidentale du Sahara. Ces déserts chauds côtiers sont de façon globale un peu plus frais mais plus secs que les autres déserts chauds non côtiers.
D'autres déserts chauds, froids ou tempérés sont créés par l'effet d'ombre pluviométrique. Les vents dominants, frais et humides, rencontrent une chaîne de montagnes et doivent se soulever pour les traverser. En s'élevant, les masses d'air se refroidissent et s'humidifient (leur humidité relative augmente au fur et à mesure), ce qui cause la condensation (lorsque l'humidité relative de l'air atteint 100 %) de l'humidité en excès, d'où la formation de nuages et précipitations soutenues sur le versant au vent. Lorsque les vents dominants sont arrivés au sommet du relief, déchargés d'une grande partie de leur humidité, perdue au cours de leur trajet, cet air est alors sec. Ensuite, lorsque l'air redescend dans le versant sous le vent, il se réchauffe et s'assèche (son humidité relative diminue au fur et à mesure), le ciel est dégagé et le temps est sec, accompagné d'une grande inhibition pluviométrique. Le versant sous le vent est l'ombre pluviométrique, la zone sèche et aride, d'où la formation de déserts. Ces déserts sont appelés des déserts d'abri. Par exemple, le Sahara est situé dans l'ombre pluviométrique du massif de l'Atlas au Maroc, en Algérie et en Tunisie mais aussi dans celle des plateaux d'Éthiopie dans la Corne de l'Afrique ; le désert d'Atacama est dans l'ombre pluviométrique de la Cordillère des Andes ; le désert de Mojave, le désert de Sonora, le désert de Chihuahua et le Grand Bassin des États-Unis sont tous des déserts d'abri des chaînes de montagnes de la Sierra Nevada et des Cascades aux États-Unis.
Plus généralement, les déserts sont accompagnés d'une stabilité atmosphérique exceptionnelle. C'est notamment cette atmosphère sèche, continentale et très stable qui déclenche rarement les précipitations normalement apportées par les dépressions, les perturbations et leurs fronts. On peut remarquer cette stabilité lors des quelques rares jours de ciel couvert, car le peu de nuages qui arrivent à se former au-dessus des déserts sont stables et n'apportent pas de pluie. L'inhibition pluviométrique et la stabilité de l'atmosphère sont telles que la condensation de la vapeur d'eau en précipitations est très rarement réalisable. Cette stabilité atmosphérique est le résultat de l'absence à long terme de systèmes météorologiques perturbés et humides apportant normalement le mauvais temps. Dans les déserts, le mauvais temps est donc rare, notamment au Sahara qui détient des records d'ensoleillement.

## Liste et distribution géographique
| Zone géographique/continent | Total (km2) | Zone aride et hyperaride (km2) |
| --------------------------- | ----------- | ------------------------------ |
| Afrique                     | 30 321 130  | 12 263 601 (40%)               |
| Asie                        | 38 120 322  | 4 390 902 (12%)                |
| Moyen-Orient                | 6 139 098   | 4 178 993 (68%)                |
| Europe                      | 10 507 630  | 10 096 (0,1%)                  |
| Amérique du Nord            | 24 930 000  | 1 230 151 (4,9%)               |
| Amérique du Sud             | 17 840 000  | 955 620 (5,3%)                 |
| Australie                   | 7 686 884   | 3 766 572 (49%)                |

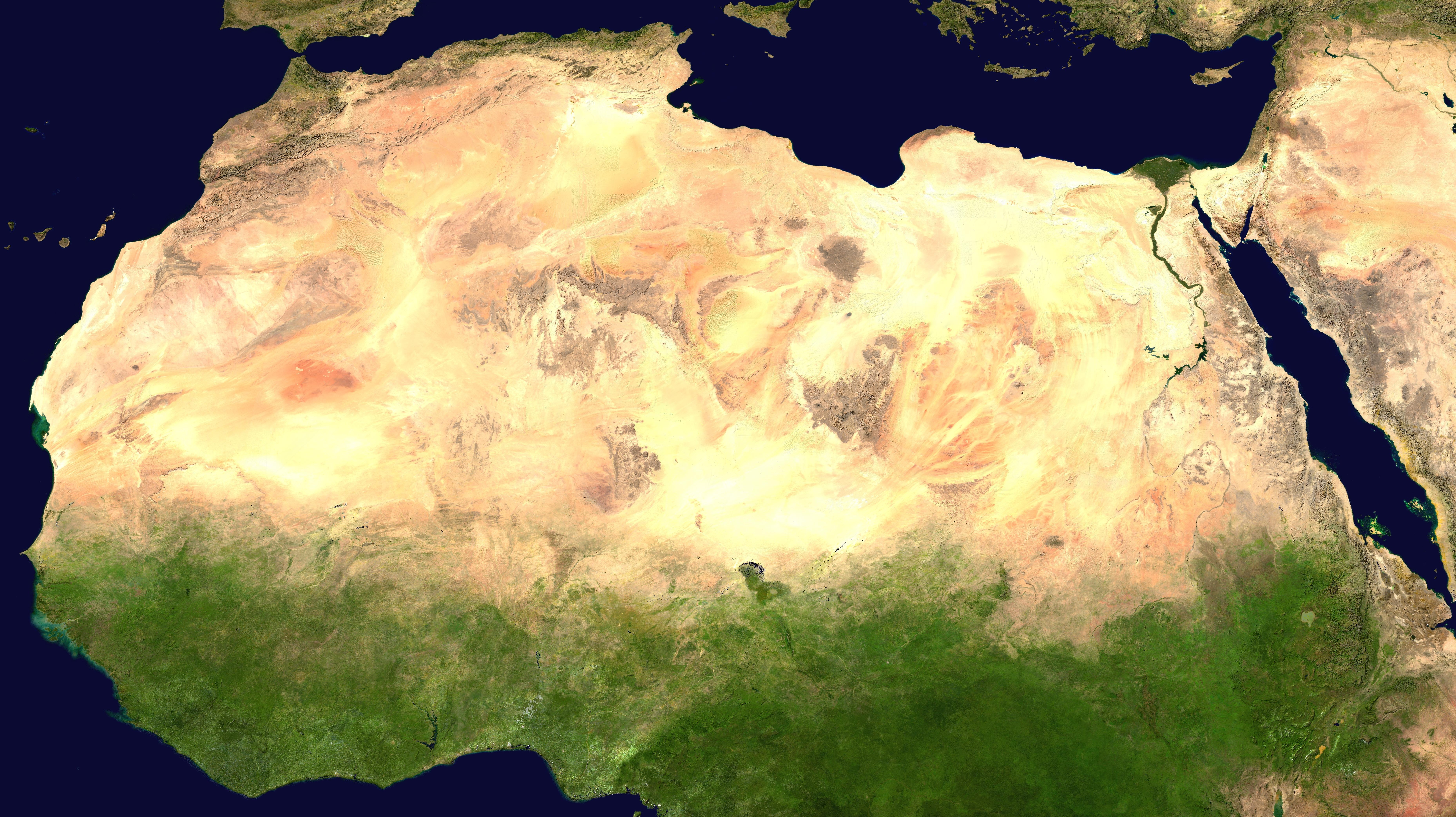
Image satellitaire montrant l'albédo très élevé du Sahara.

Bien que le désert soit présent sur tous les continents de la Terre, il n'en reste pas moins très inégalement réparti à l'échelle des continents.
D'après les différentes informations et données publiées par Rogers (1981) qui a, entre autres, traduit de façon chiffrée la carte du monde intitulée World Distribution of Arid Regions établie par l'UNESCO en (1977), on est en mesure de quantifier la superficie et la répartition géographique des zones arides du globe.
Cette carte a été construite sur la base des données hydrologiques et climatiques existantes ou calculées, dont le degré d'aridité d'une localité résulte du rapport entre le cumul total annuel moyen mesuré des précipitations (P) et l'évapotranspiration moyenne annuelle estimée (ET). Ainsi, plus le ratio (P)/(ET) est faible, plus le degré d'aridité est élevé. Sont donc considérées comme 'arides', les régions dont le rapport (P)/(ET) est inférieur à 0.20 ~ c'est-à-dire que l'évapotranspiration estimée est au moins cinq fois supérieure au cumul des précipitations.
Sous ce rapport, l'Afrique dispose de loin de la plus grande surface de terre arides et hyperarides, avec plus de 12 millions de km². Le Moyen-Orient, lui, est essentiellement couvert par le désert, sur près de 68% de sa superficie totale ; suivi par l'Australie (49%).
Il convient également de noter que sur les 7,8 millions de km² de terres hyperarides présentes sur Terre, l'Afrique à elle seule en détient près de 6,1 millions de km² soit 78%. Les terres hyperarides constituent le désert absolu.

## Géologie et processus morphogéniques

### Érosion

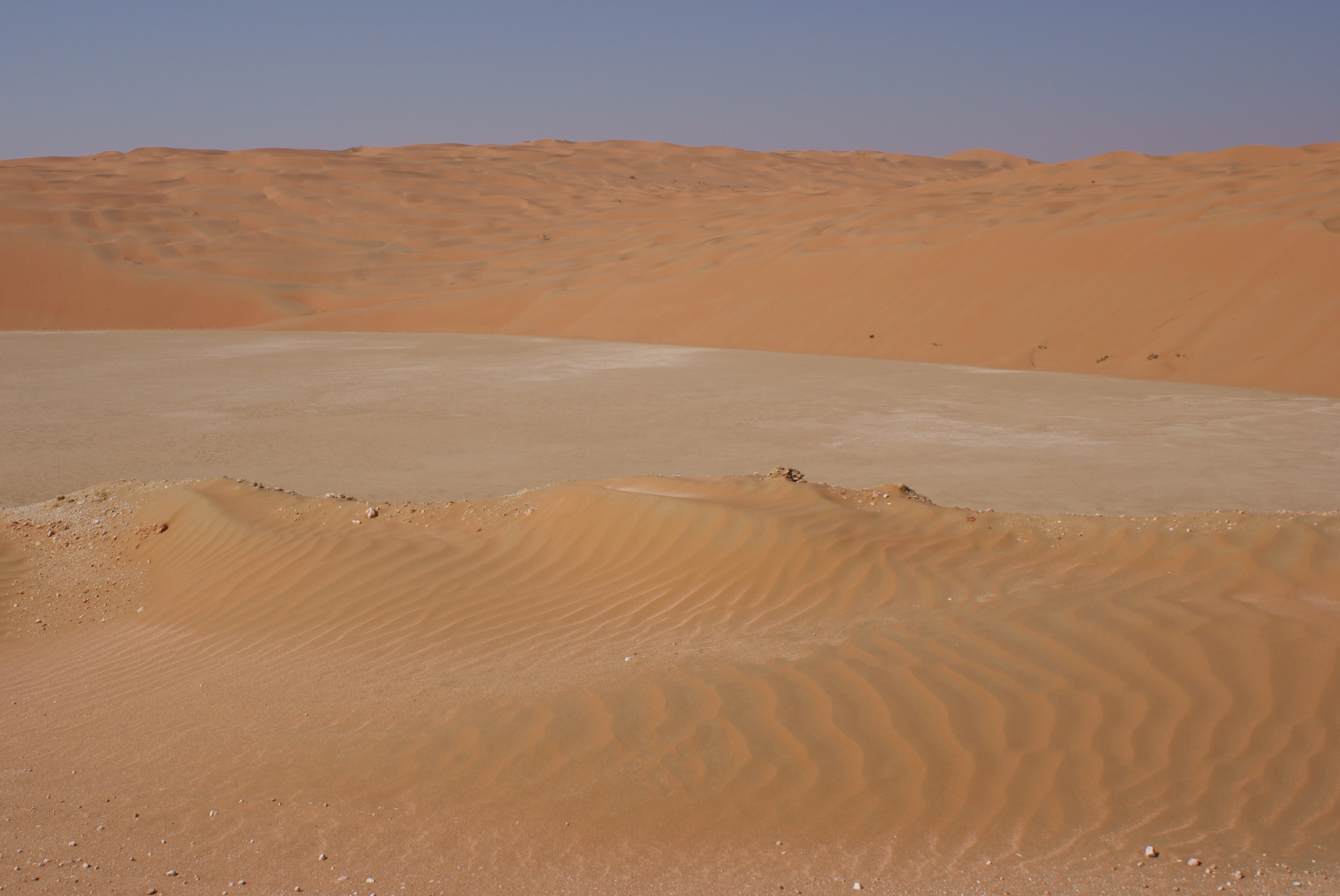
Les sables mouvants du Rub al-Khali, un immense massif dunaire du désert d'Arabie.

Étant donné la rareté de l’eau et de la végétation en milieu désertique, l’érosion dépend essentiellement de deux processus : l’érosion éolienne et la thermoclastie. L’érosion par la thermoclastie résulte des variations de température sur la roche. Celles-ci peuvent provoquer, à long terme, des fissures qui s’agrandissent progressivement et qui finissent par faire éclater la roche. La thermoclastie est d’autant plus efficace que la roche est fragile et que l’amplitude thermique est importante. La gélifraction (action du gel) intervient dans les déserts d’altitude.
L’érosion éolienne attaque les roches du reg en enlevant des particules (déflation, abrasion) ou en polissant leur surface (corrasion par vent chargé de sable). Elle est plus efficace lorsque les obstacles sont inexistants et que le vent est puissant, régulier et chargé de poussières ou d’embruns. Le vent fait avancer les dunes (barkhanes, ghourd) qui forment parfois de vastes ensembles appelés « erg ».
Dans les zones arides et semi-arides, le ruissellement peut être un agent efficace d’érosion. Le caractère violent et épisodique du phénomène érode les montagnes et transporte les matériaux vers les piémonts, les glacis (sheet flood en anglais) et plaine d’épandage. L’eau ruisselle et atteint les talwegs pour former des cours d’eau temporaires, les oueds. Leur lit charrie des débris de tailles diverses (galets, graviers, sables, particules en suspension). Les milieux hyper-arides sont marqués par l’absence de tout cours d’eau (aréité ou aréisme).

### Les effets de l’évaporation

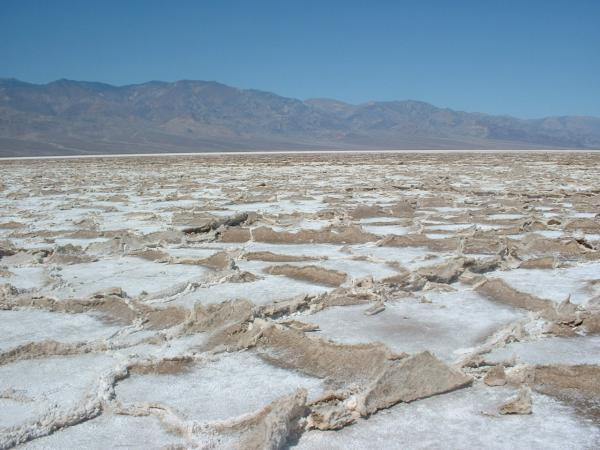
Un exemple de playa dans la Vallée de la Mort.

- chott : dans le nord de l'Afrique, un chott est une étendue d’eau salée permanente, au rivage changeant, située dans les régions semi-arides. Dans le sud de l'Afrique, on fait référence à des « pans » qui peuvent être salés, argileux ou les deux à la fois. Les géomorphologues le limitent à la partie tantôt ennoyée tantôt découverte autour du lac, portant quelque végétation et faisant partie d’un ensemble plus étendu qu’ils préfèrent nommer sebkha. Les chotts sont alimentés de façon discontinue lors des rares pluies, et subissent une forte évaporation, qui accumule les sels à la surface des limons, parfois exploités.
- sebkha (en Afrique), playa (aux États-Unis), salinas ou salars (en Amérique latine)[21] : dépression à fond plat, généralement inondable, où les sols salés limitent la végétation.

## La vie
La vie est peu probable dans un désert car les températures peuvent être glaciale ou caniculaires.

### Végétation

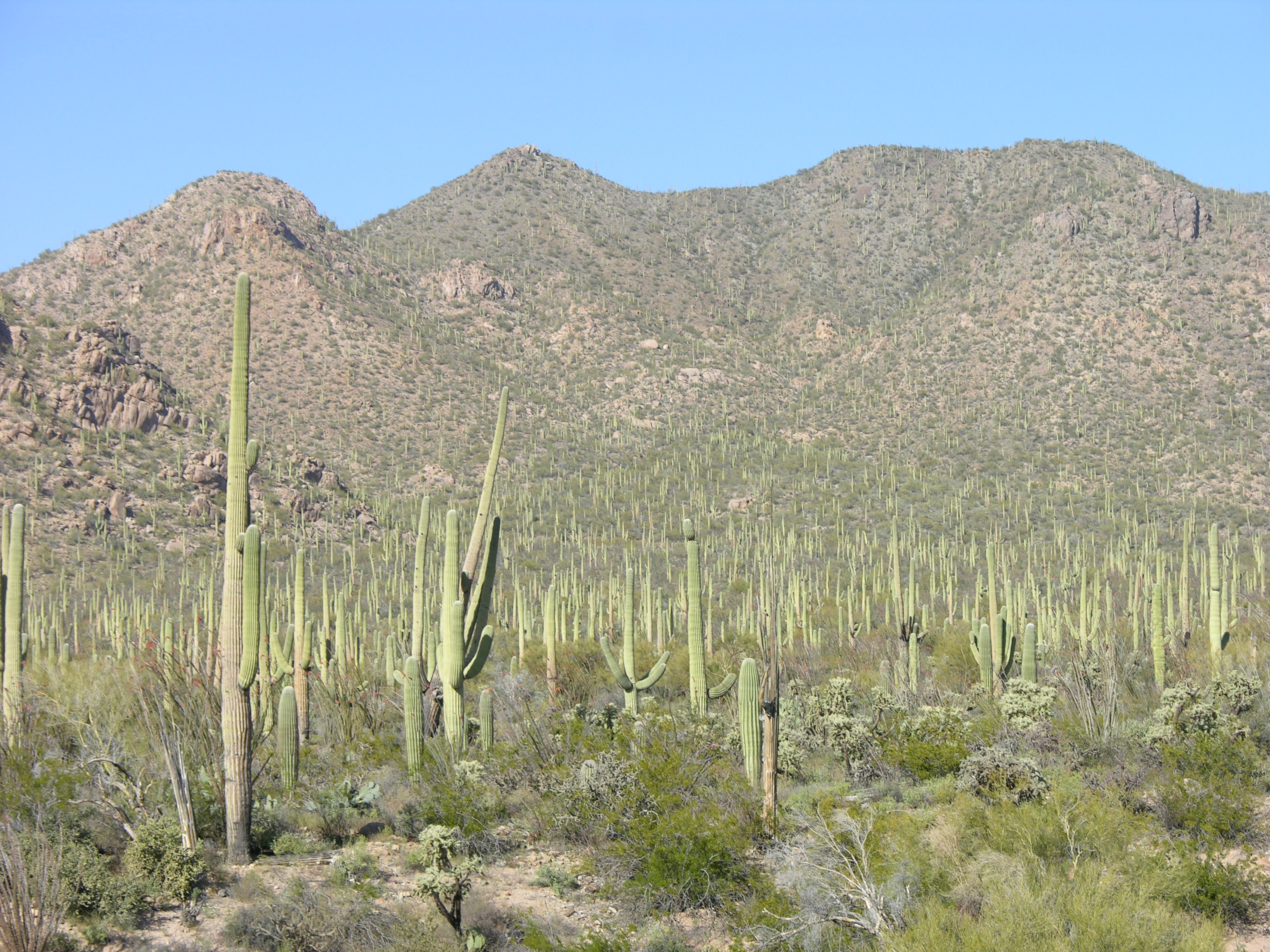
Saguaro (Carnegiea gigantea), cactus présent au Sud-ouest des États-Unis et au nord du Mexique, qui peut mesurer jusqu’à 15 m de haut.

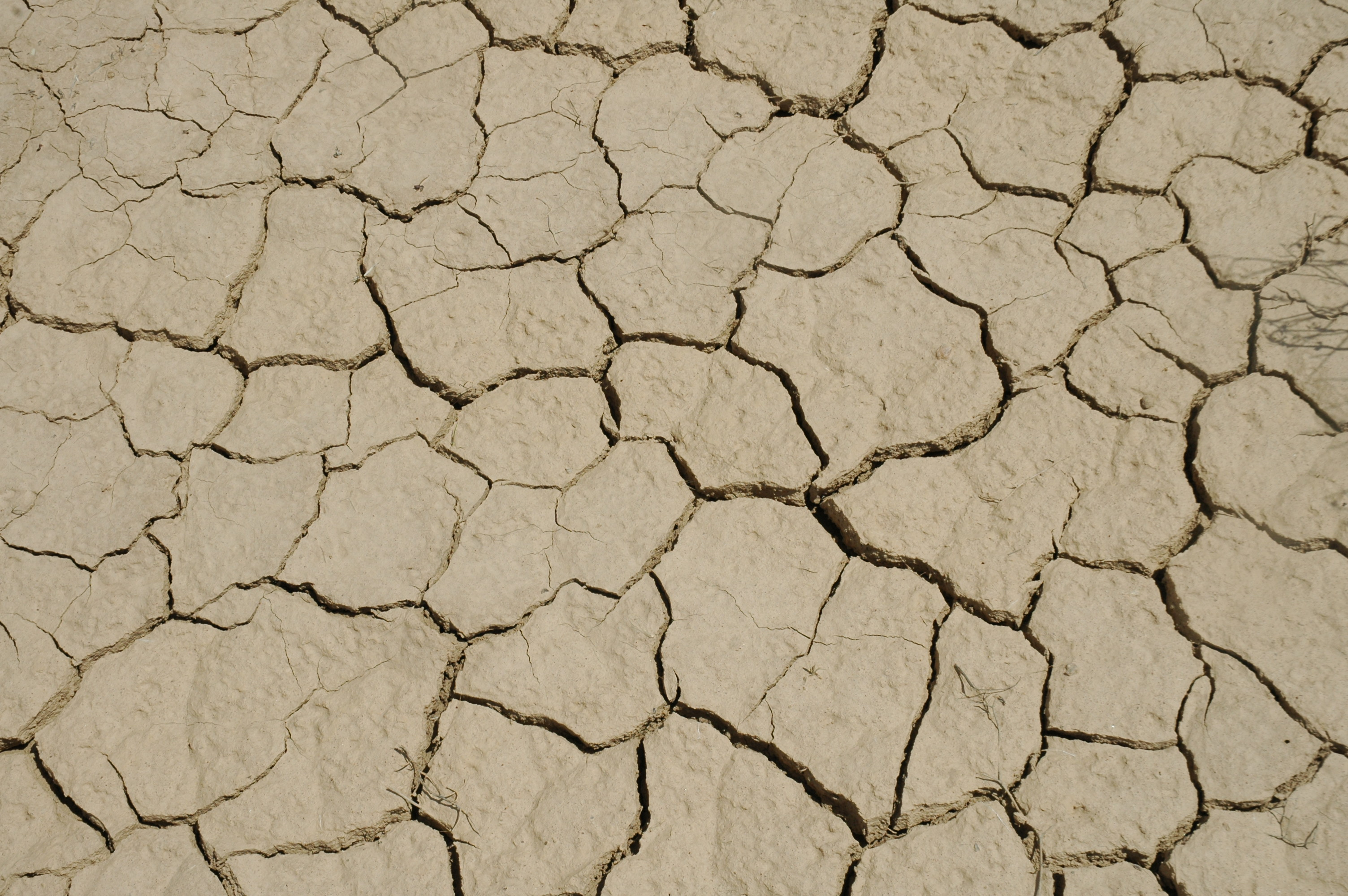
Terrain désertique en Iran

La densité de la végétation dépend de la quantité d’eau disponible, de la force du vent et de la nature du sol (salinité, reg, erg…) : seuls les milieux hyper-arides rocailleux sont totalement dépourvus de végétation (Atacama, Hoggar, reg du Tanezrouft…). Contrairement à une idée reçue, les végétaux poussent sur les dunes de sable : on trouve des buissons de créosote et de prosopis (Prosopis juliflora) dans les dunes de la vallée de la Mort. Les plantes, les arbustes et les buissons se concentrent dans les lits des oueds et autour des points d’eau. Les adaptations de la flore désertique visent principalement à limiter la perte d’eau, mais également à obtenir autant d’eau que l’environnement puisse lui fournir.
Les plantes succulentes, également appelées « plantes grasses » sont adaptées pour survivre dans des milieux arides.
Parmi elles se trouvent les agaves, les yuccas, les tubéreuses de la famille des agavaceae et tous originaires du continent américain. La famille des cactacées provient également d’Amérique : leur aspect s’explique principalement par l’adaptation aux conditions de sécheresse, à l’origine du développement de la fonction de stockage et de la réduction des surfaces d’évaporation. La fonction de stockage s’est traduite par un épaississement de la tige, et, pour quelques espèces, par le développement de racines tubéreuses (pterocactus tuberosus par exemple). Elle explique aussi l’apparition des côtes ou une disposition des mamelons en spirale, qui permettent, un peu comme sur un accordéon, la dilatation et la rétraction du corps de la plante au gré des périodes de pluies et de sécheresse, sans déchirure de l’épiderme. La réduction des surfaces d’évaporation s’est traduite par un épaississement de l’épiderme, parfois même recouvert d’une sorte de cire, une diminution du nombre de stomates (pores permettant la respiration), et surtout, chez beaucoup d’espèces, la disparition des feuilles. Quant aux épines, leur fonction est multiple : protection contre les animaux, mais aussi captation de la rosée, protection de l’épiderme contre les ardeurs du soleil, le vent desséchant ou le froid d’altitude…
Les plantes halophytes supportent des sols imprégnés de sel. Leur adaptation, différente de celles des plantes xérophytes proprement dites, est liée à leur capacité de stocker de l’eau dans les feuilles, les tiges ou les racines.
Les plantes xérophytes se rencontrent dans des environnements très variés, tels que les déserts rocailleux mais aussi dans quelques cas sous des formes épiphytes sur la canopée des forêts tropicales.
| Mécanismes                   | Adaptation                           | Exemple                  |
| ---------------------------- | ------------------------------------ | ------------------------ |
| Limitation de la perte d’eau | cuticule céreuse                     | Opuntia                  |
| Limitation de la perte d’eau | nombre réduit de stomates            |                          |
| Limitation de la perte d’eau | stomates creux                       | Pinus                    |
| Limitation de la perte d’eau | stomate ouvert la nuit               | Carpobrotus edulis       |
| Limitation de la perte d’eau | duvet à la surface                   | Sempervivum arachnoideum |
| Limitation de la perte d’eau | feuilles incurvées                   | Ammophila                |
| Stockage de l’eau            | feuille succulente                   | Bryophyllum              |
| Stockage de l’eau            | tige succulente                      | Caulanthus inflatus      |
| Stockage de l’eau            | tubercule charnu                     | Raphionacme              |
| Prise d’eau                  | système racinaire profond            | Acacia                   |
| Prise d’eau                  | directement à la nappe phréatique    | Nerium oleander          |
| Prise d’eau                  | système racinaire étendu peu profond |                          |
| Prise d’eau                  | absorption de l’humidité de l’air    | Tillandsia               |

### Faune

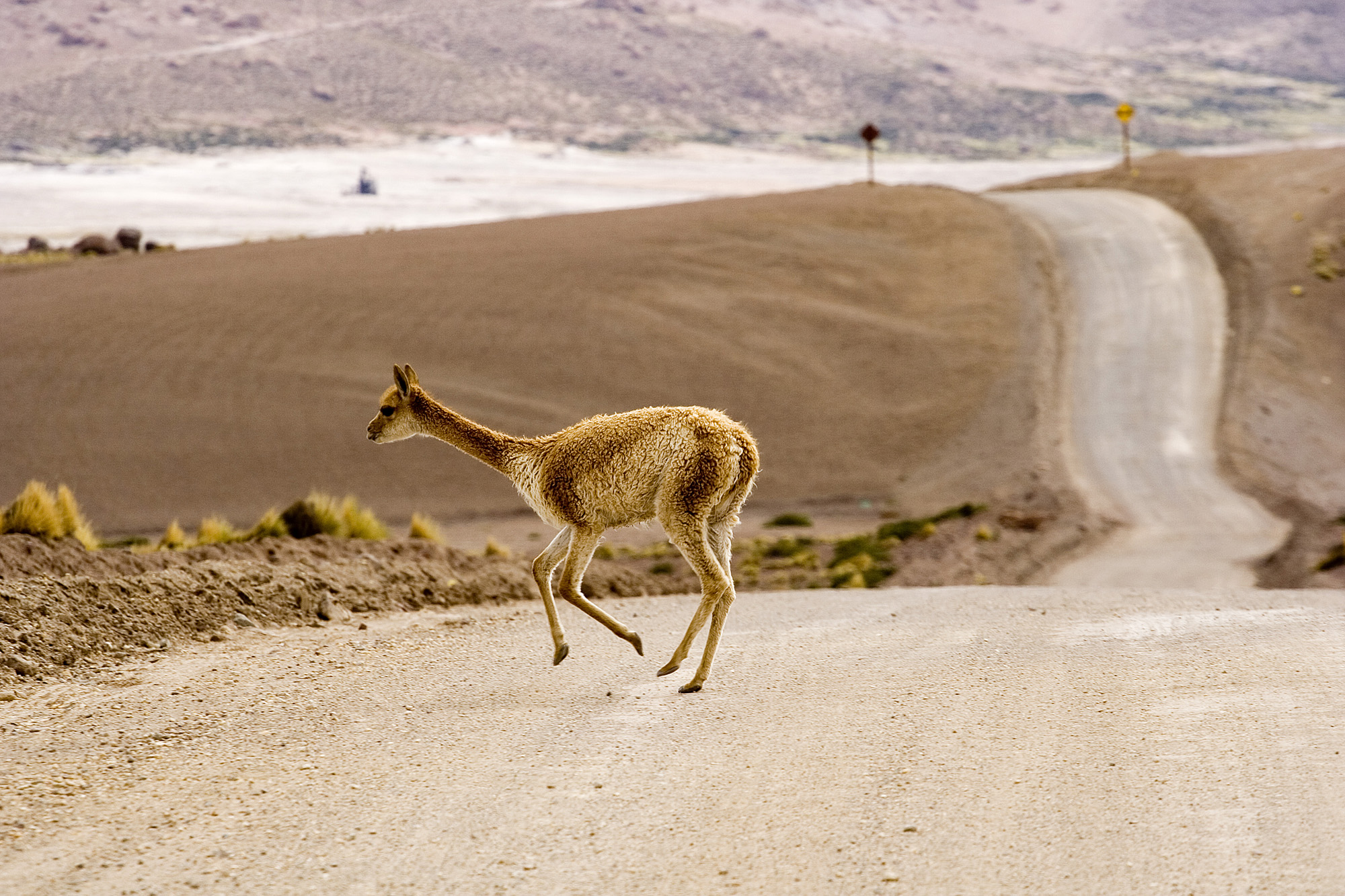
Vigogne dans le désert d'Atacama.

Le nombre d’espèces animales est relativement peu élevé dans les zones désertiques. Cependant, rares sont les régions sans aucune vie (milieux abiotiques). La faune s’est adaptée aux contraintes climatiques :
- pigmentation claire ;
- réserve : les bosses du chameau et celle du dromadaire contiennent des graisses ;
- régulation de la température du corps : en cas de grande chaleur, les gangas semblent posséder une plus grande capacité à perdre de la chaleur que les autres oiseaux du désert. Mais cette excellente adaptation à la chaleur a son revers : dès que la température tombe, la thermogenèse doit s’amorcer, sollicitant une dépense énergétique correspondante. Les oryx algazelles peuvent survivre sans eau pendant de longues semaines, leurs reins prévenant la perte d’eau en urine, ils peuvent aussi élever la température de leur corps pour éviter de transpirer ;
- vie nocturne : de nombreux animaux ne sortent que la nuit pour chasser et se nourrir (gerboise, Addax, Oryctérope) ;
- abris : grottes, terriers (la terre est un excellent isolant thermique). Les Addax dorment le jour dans des cuvettes qu’ils creusent eux-mêmes dans le sable, à l’ombre ;
- léthargie : estivation (Souslik jaune).
- vie en solitaire ; cela est le cas pour les hamsters nains, le hamster doré, les rhinocéros africains (noir et blanc) et le zèbre de grévy ;
- mode de vie nomade ; certains des animaux des régions désertiques sont nomades comme l'autruche et l'émeu ;
- grande endurance
- déplacement par des bonds ; le kangourou et le lièvre en sont de bons exemples.

Liste d’animaux vivant dans le désert :
- les camélidés
  - Chameau
  - Dromadaire
  - Vigogne
- Reptiles (serpent, lézard surtout la vipère à corne...)[22]
- Gerbille
- Chinchilla (hautes Andes)
- Viscaches
- Psammomys (rat de sable, rongeur)
- Ganga (oiseau)
- Oryx
- Gazelle Dorcade (Sahara)
- Gazella leptoceros
- Zorille du Sahara
- Chacal / Coyote / Dingo
- Potoroidae (rat-kangourou)
- Fennec
- Guépard des sables
- l’antilope pallas (Antilope cervicapra), la chinkara ou gazelle d’Arabie (Gazella bennettii), le lynx caracal (Felis caracal) et le renard du désert (Vulpes bengalensis) vivent dans le désert du Thar.

## Histoire

### Occupation et exploitation par les hommes
Depuis la Préhistoire, des hommes occupent et parcourent une grande partie des déserts arides, malgré leurs fortes contraintes naturelles (ex : commerce transaharien médiéval). Traditionnellement, deux modes de vie, souvent concurrents, y sont présents : les nomades éleveurs et les cultivateurs. Depuis le début du XIXe siècle, la modernisation et l’exploitation pétrogazière (qui depuis la découvert de pétrole en 1933, a fait la richesse de Saudi Aramco (Arabian American Oil Company) et de la monarchie saoudienne, qui antérieurement dépendait de l'agriculture et des pèlerinages et d'autres gisements miniers à des fins industrielles ont transformé certaines régions désertiques, et fait émerger de nouveaux défis (changement climatique, poursuite de la désertification, salinisation, pic pétrolier...).

#### Modes de vie traditionnels

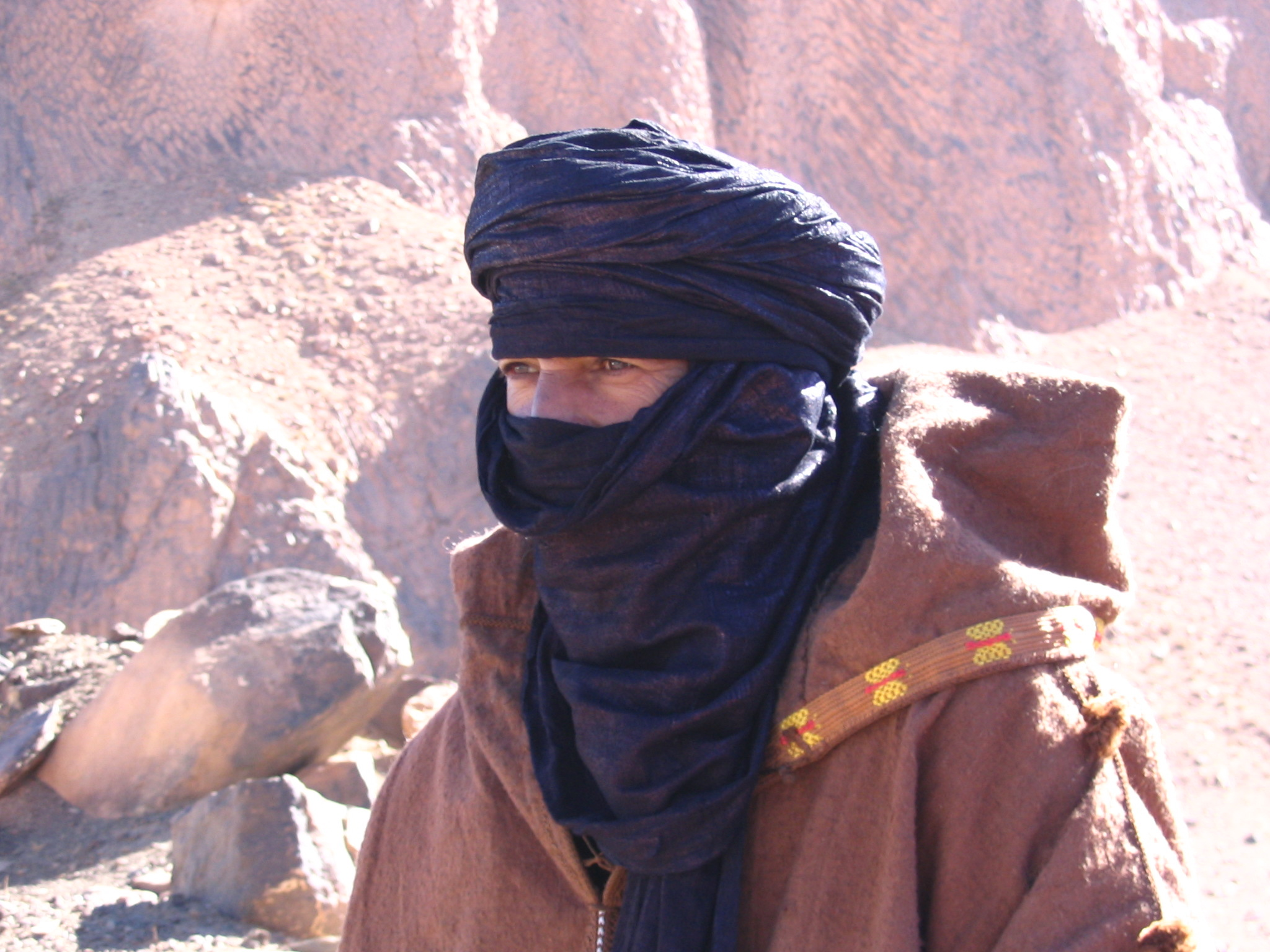
Un Touareg.

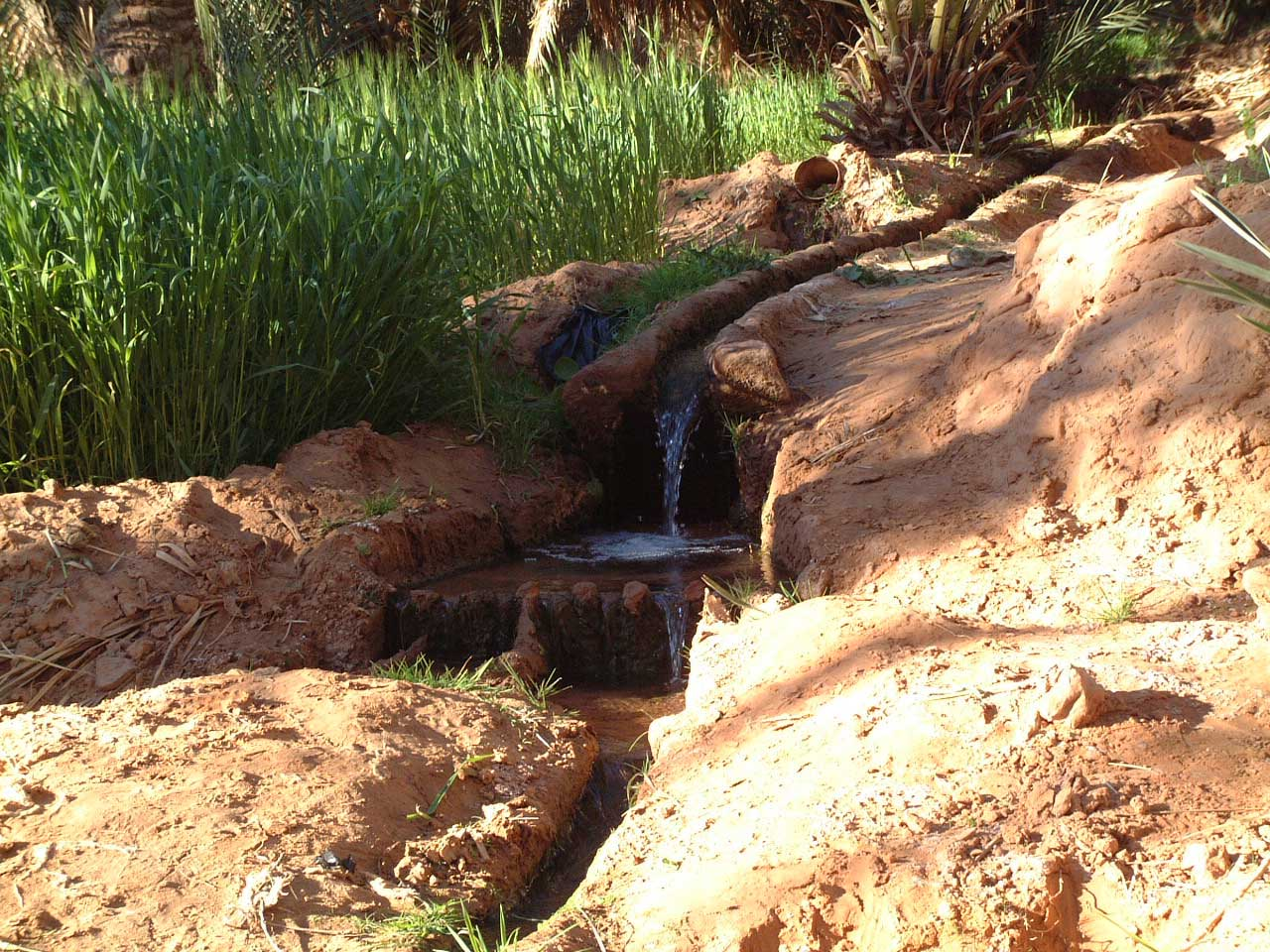
Foggara, système d'irrigation.

##### Nomadisme
Les groupes humains se déplacent pour chercher les points d’eau et zones végétalisées nécessaires à la survie des troupeaux. L’élevage faisait vivre plusieurs clans de bédouins ou de Touaregs. Aujourd’hui, ce mode de vie est menacé de disparaître à cause de la motorisation et de l’affirmation des frontières.
- Bindibus (Australie)
- Bochimans (Kalahari)

#### Déboisement
L'essartage est l’abattage abusif des bois dans la forêt et même hors de la forêt, phénomène inquiétant qui contribue au réchauffement climatique de la planète. Le reboisement, suivi de l'entretien des forêts, peut freine ou bloquer l'avancée du désert.
De nos jours, des techniques de reboisement sont mises en place en Asie et en Afrique. Au Burkina Faso et au Benin, les autorités se plaignent du désintérêt au reboisement de la part de la population locale qui ne voit pas venir les conséquences redoutables de la désertification.

##### Cultures
Depuis l’Antiquité, l’irrigation permet de mettre en valeur des régions désertiques ou semi-désertiques dans les oasis. Le puits permet de ramener l’eau des nappes phréatiques à la surface. Le problème est que cette eau d’origine fossile n’est souvent pas renouvelable à court terme dans les déserts. Le qanat en Asie et la foggara en Afrique sont des systèmes d’irrigation souterrains permettant de récolter les eaux d’infiltration. La noria permet de capter l’eau des fleuves en milieu désertique (Nil, Tigre, Euphrate).

#### Grandes civilisations du désert
(décembre 2011).
- Égypte antique (voir aussi : désert du Thébaïde),
- Nabatéens
- Méroé
- Anasazi

#### Les grandes routes historiques

##### Route de la soie
La « route de la soie » est un réseau de routes commerciales entre l’Asie et l’Europe allant de Chang’an (actuelle Xi’an) en Chine jusqu’à Antioche, en Syrie. Elle doit son nom à la plus précieuse marchandise qui y transitait : la soie, dont seuls les Chinois connaissaient le secret de fabrication. Dès l’Antiquité, de nombreux autres produits voyageaient sur les mêmes routes : pierres et métaux précieux, étoffes de laine ou de lin, ambre, ivoire, laque, épices, verre, corail, etc. Ces routes, parcourues par des caravanes, contournaient par le nord ou le sud le désert du Taklamakan. Ces deux branches possédaient différentes variantes, mais toutes ces pistes reliaient entre elles des oasis situés à la périphérie du désert et au pied des hautes montagnes des Tian Shan ou des Kunlun. La longueur du parcours, les multiples dangers encourus par les voyageurs sur ces pistes soumises aux attaques des brigands et à l’extrême rigueur du climat (torride en été et glacial en hiver), rendaient très chers les produits qui transitaient ainsi entre le bassin méditerranéen et l’Extrême-Orient. Ce fut une des raisons qui incita les Européens à rechercher une route maritime vers les pays d’Orient. La Route de la soie fut progressivement abandonnée au XVe siècle.

##### Pistes transsahariennes
En Afrique les pistes caravanières, aménagées à partir du IXe siècle, passaient par les oasis du Sahara. Les déplacements étaient dangereux et pénibles à cause des contraintes climatiques et des distances. Les grands convois transportaient des esclaves depuis l’époque romaine mais aussi toutes sortes de produits qui servaient au troc.
L'une des routes caravanières et commerciales les plus anciennes du Sahara, l'azalaï est toujours en activité de nos jours. Deux fois par an, ces caravanes traversaient le désert pour transporter sur près de 1 000 km du sel gemme extrait des mines de Taoudeni du nord du Mali en le vendant à Tombouctou et sur d’autres marchés du Sahel. Dans le sens inverse, ils transportaient les esclaves, l'azalaï étant un maillon important de la traite orientale.

#### Mise en valeur moderne du désert
L’extension des cultures dans le désert dépend des possibilités d’irrigation, et donc du pompage de l’eau qui nécessite aujourd'hui des appareils électriques. Il pose donc le problème de l’approvisionnement en énergie des régions désertiques. Le détournement du Colorado a permis la naissance de l’Imperial Valley en Californie. Le barrage d’Assouan en Égypte, achevé en 1970, permet d’irriguer 700 000 hectares de terres.
Le sous-sol des déserts offre souvent des richesses :
- des hydrocarbures (Déserts du Sahara, de l’Arabie saoudite, désert du Karakoum) ;
- des minerais : uranium (Australie), fer (Sahara, Atacama), or, argent (Mexique), cuivre (Nevada, Atacama), diamants (Kalahari) ;
- des minéraux : nitrate, phosphate (Maroc, Sahara occidental), borax (Californie), sel (Salt Lake, Sahara…), gypse.

Les conditions géographiques et climatiques du désert permettent ou ont permis :
- l’exploitation de l’énergie solaire et éolienne, avec possibilité d'hydrolyser de l'eau de mer en hydrogène et oxygène sur les littoraux (Mauritanie, Sénégal par exemple). Ces énergies sont encore peu valorisées ;

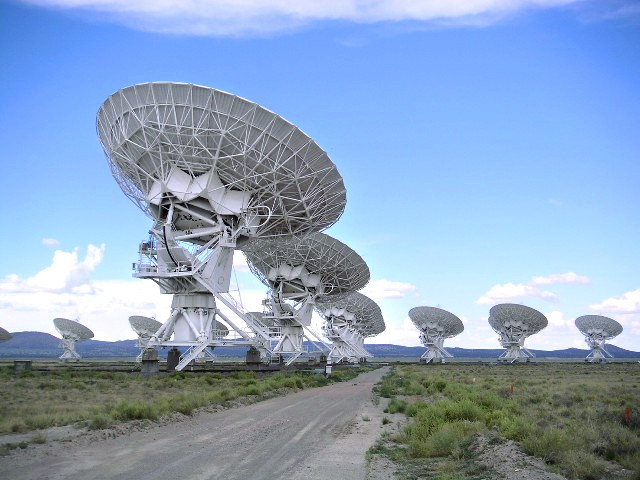
Very Large Array en configuration D.

- l’installation d’observatoires astronomiques : Very Large Array au Nouveau-Mexique, Atacama Pathfinder EXperiment au Chili ;
- les essais d’engins destinés à l’exploration de la planète Mars ;
- les essais d'armes chimiques et nucléaires : américains (Projet Manhattan dans le désert du Nouveau-Mexique), français (Algérie), chinois (dans le Xinjiang, site de Lop Nor, depuis 1961) ;
- de nombreuses plantes d'intérêt médicinal peuvent pousser dans le désert, et certaines plantes comestibles peuvent pousser en zones salinisées s'il y a de l'eau telles le nipa (récolté autour du delta du Colorado par le peuple des Cocopahs dans le désert de Sonora, au nord-ouest du Mexique).

##### Tourisme
Le désir de dépaysement et d’aventure des sociétés développées entraîne le développement de l’offre touristique en milieu désertique. La ville de Las Vegas s’est développée rapidement dans un milieu désertique grâce aux eaux du Colorado. De plus, beaucoup d'autres grandes villes plus ou moins célèbres ont su tirer parti des avantages de l'environnement désertique et plus particulièrement de son climat en zone subtropicale (rareté de la pluie, fréquence de l'ensoleillement, douceur de l'hiver, etc.) telles que les métropoles du Moyen-Orient telles que Riyad (Arabie Saoudite), Doha (Qatar), Dubaï et Abu Dhabi (Émirats arabes unis), Koweït City (Koweït) et du sud-ouest des États-Unis comme Las Vegas (Nevada) et Phoenix (Arizona).

## Le désert, future sources d'énergie solaire et éolienne, voire d'hydrogène?
Sous les tropiques, les déserts sont continuellement exposés au rayonnement solaire pendant la journée étant donné la faible/très faible nébulosité (fraction du ciel couvert par les nuages) moyenne annuelle et certains d'entre eux sont très régulièrement ventés ; ce sont des conditions qui présenteront des avantages intéressants pour une production combinée d'énergie douce, sûre, propre et renouvelable, d'autant que plusieurs déserts sont proches de la mer, ce qui permet d'utiliser une partie de l'électricité produite pour hydrolyser de l'eau de mer et produire de l'hydrogène. Il faut savoir que les déserts, particulièrement les déserts chauds, bénéficient d'un ensoleillement maximal et optimal. En effet, seuls les déserts ont un ciel clair presque en permanence, gêné surtout par les tempêtes de sable qui donnent une teinte ocre au ciel et au soleil, ce qui atténue la radiation solaire. Avec une durée d'ensoleillement culminant jusqu'à 4 300 h dans sa partie orientale, soit 97 à 98 % de la période diurne, ce qui constitue de loin un record mondial, le Sahara constitue la région la plus ensoleillée du globe. Le gisement solaire saharien est titanesque. Les déserts d'Atacama et de la péninsule Arabique arrivent respectivement en seconde et troisième position derrière le grand désert africain. D'ailleurs, un projet majeur qui consiste à utiliser l'énorme potentiel en énergie propre et renouvelable (solaire et éolien) des déserts brûlants de la région MENA (Moyen-Orient et Afrique du Nord) existe déjà, ce projet est baptisé Desertec. Il reste pour cela à produire des panneaux solaires plus performants lorsqu'ils sont exposés à des chaleurs extrêmes (jusqu'à 50° et même 55° à l'ombre de température ambiante dans le Sahara et en Arabie au plus fort de l'été) et bien plus pour un panneau de couleur foncée). Il faut aussi produire des modules photovoltaïques et du matériel éolien très résistant à l'abrasion par le sable et les poussières transportés par les tempêtes de sable.
- Le Maroc est leader en éolien en Afrique du Nord. Il disposait dès le début des années 2000 de sept grandes éoliennes près de Tanger (Parc financé par la banque publique allemande KfW, puis la France y a financé - toujours près de Tanger - une ferme de 84 éoliennes (50,4 MW)[25] ;
- En Arabie saoudite un projet de 11,3 millions d'euros est déjà financé par Saudi Aramco (l'un des premiers groupes pétroliers au monde).
- En Égypte, à Kuraymat, au sud du Caire, une centrale solaire moderne combine 53 000 miroirs renvoyant la lumière solaire vers 130 000 m2 de panneaux solaires de 6 m de large et 150 m de long, des anneaux paraboliques et l'exploitation de gaz naturel pour produire 150 MW d'électricité pour Le Caire.
- Divers appels d'offres sont en cours en 2009 en Algérie, Maroc, Israël et aux Émirats.

## Désertification et menaces sur les déserts existants
La découverte et l'analyse de formations dunaires fossiles au Tchad par des chercheurs du CNRS conduisent à réviser l'estimation de l'âge du Sahara, lequel ne serait pas âgé de 86 000 ans, comme on le croyait, mais d'au moins 7 millions d'années.
Des exemples historiques : le désert du Thar en Inde est peut-être devenu désertique entre 2000 et 1500 av. J.-C. À cette époque, le fleuve Ghaggar cessa d’être un cours d’eau.
L'ONU a alerté sur l'aggravation de la situation des nappes phréatiques, de la faune et de la flore des déserts, ainsi que des populations humaines en dépendant dans la plupart des zones arides. Les pompages et/ou une mauvaise agriculture favorisant la salinisation (Plus de 12 000 km2 de sols arides ont été ainsi salinisés et rendus improductifs de la fin des années 1970 aux années 2000). Les pesticides sont aussi une source nouvelle de pollution autour des zones cultivées. La surexploitation des ressources (herbes, bois mort, ligneux vivants, gibier) continue aussi à faire régresser des espèces telles que gazelles, l'oryx, l'addax, la chèvre himalayenne (tahr), les moutons de Barbarie, le Houbara, l'Autruche sauvage, etc.
Les activités humaines y aggravent souvent les effets du changement climatique. L'ONU a relevé un accroissement de 0,5 à 2 degrés Celsius de la température moyenne des déserts de 1976 à 2000 (soit beaucoup plus que l'augmentation moyenne globale de 0,45 degré Celsius sur la planète). L'IPCC estime que ces températures pourraient encore augmenter en moyenne de cinq à sept degrés d'ici 2071-2100, en comparaison avec la moyenne de la période 1961-1990, avec des pluies qui devraient diminuer de 5 à 10 % et jusqu'à 15 % pour les déserts de l'hémisphère sud (ex. : désert Great Victoria en Australie) et de ceux de l'hémisphère nord (Désert du Colorado ou du Grand Bassin des États-Unis). Le désert de Gobi pourrait (c'est le seul) par contre recevoir de 10 à 15 % de pluies en plus mais le surpâturage et des pullulations de campagnols probablement favorisées par la régression de leurs prédateurs y ont déjà aggravé les phénomènes d'érosion et dégradation des sols.

## Désert et humanité
En 2009, les Nations-Unies estimaient à 2 milliards le nombre d'hommes vivant en zone aride ou en passe de le devenir.

## Écrivains et voyageurs du désert
Depuis longtemps, les déserts, en premier lieu le Sahara, ont attiré les hommes, en particulier les Occidentaux, certains pour l’explorer, le cartographier, le découvrir, d’autres aussi pour s’y retrouver face à eux-mêmes, dans une quête philosophique.
 (décembre 2011).
- Théodore Monod
- Arthur Rimbaud
- Wilfred Thesiger
- Annemarie Schwarzenbach
- René Caillié
- Bernard Ollivier
- Charles de Foucauld
- Philippe Frey
- Isabelle Eberhardt
- Cizia Zykë
- Antoine de Saint-Exupéry
- Jean-Marie Gustave Le Clézio
- Éric-Emmanuel Schmitt
- Paul-Émile Victor

## Notes et références

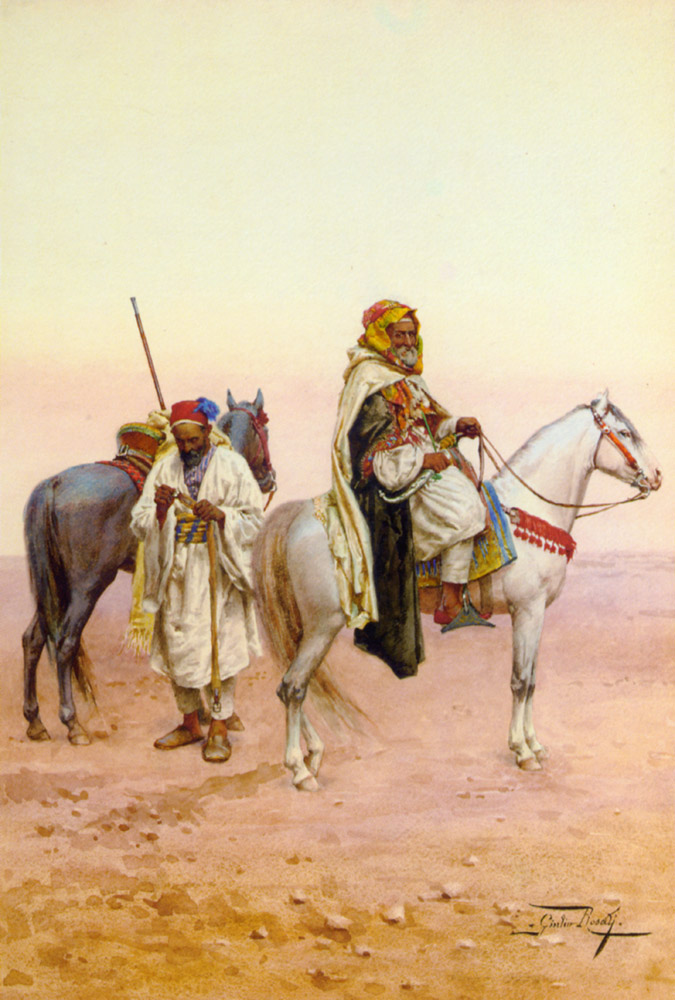
Giulio Rosati, Halte au désert.